# Joe Belmont
Joseph Elliott Belmont, detto Joe (Filadelfia, 12 luglio 1934 – Filadelfia, 6 gennaio 2019), è stato un cestista e allenatore di pallacanestro statunitense, professionista nella ABA.

## Carriera
Venne scelto al quinto giro del Draft NBA 1956 (40ª scelta assoluta) dai Philadelphia Warriors, ma non giocò mai nella NBA.
Ha allenato per una stagione i Denver Rockets della ABA, vincendo l'ABA Coach of the Year Award insieme a Bill Sharman.

## Statistiche

### Allenatore

#### ABA
| Stagione | Squadra        | Regular Season | Regular Season | Regular Season | Regular Season | Regular Season            | Post Season                                         |
| Stagione | Squadra        | V              | P              | % V            | G              | Posizione finale          | Post Season                                         |
| -------- | -------------- | -------------- | -------------- | -------------- | -------------- | ------------------------- | --------------------------------------------------- |
| 1969-70  | Denver Rockets | 42             | 14             | 75,0           | 56             | 1º nella Western Division | Sconfitto alle Finali di Division dagli Stars (1-4) |
| 1970-71  | Denver Rockets | 3              | 10             | 23,1           | 13             |                           |                                                     |
|          | Carriera ABA   | 45             | 24             | 65,2           | 69             |                           |                                                     |

## Palmarès

### Giocatore
- Campione NIBL (1959)

### Allenatore
- ABA Coach of the Year Award (1970)